# Unser tägliches Brot
Unser tägliches Brot ist ein US-amerikanischer Liebesfilm aus dem Jahre 1934.

## Handlung
Mary und John Sims leben in der Großstadt. Wie Millionen andere Männer während der Großen Depression ist auch John arbeitslos. Für die geringsten Arbeitsbeschäftigungen muss er täglich mit hunderten anderen bei der Vermittlung anstehen und geht doch immer leer aus. Dem verzweifelten Paar erscheint deshalb die Idee von Onkel Anthony als Lösung, denn Anthony schenkt ihnen eine Farm mit einem Stück Land. Sie sollen raus aus der Stadt und auf dem Land Farmer werden, wie es auch Präsident Franklin D. Roosevelt mit seinem New Deal propagiert.
Voller Optimismus kommen John und Mary auf der heruntergekommenen Farm an und machen sich an die Arbeit. Leider ist John kein Farmer, so dass seine Unkenntnis beide wieder schnell an den Rand der Verzweiflung bringt. Als John einer Farmerfamilie, die mit dem Auto in Höhe seiner Farm liegen geblieben ist, hilft, wendet sich das Blatt. Der verzweifelte Farmer war, von seiner eigenen Familie vertrieben, auf dem Weg nach Kalifornien, wo er hofft, neue Arbeit zu finden. John bietet dem Mann an, Partner auf seiner Farm zu werden. Die Zusammenarbeit funktioniert ausgezeichnet. John bringt dies auf die Idee, sein Land mit anderen zu teilen und in kollektiver Arbeit für das tägliche Brot aller zu sorgen. Mit Hinweisschildern an der Straße lädt er weitere Hoffnungslose auf seine Farm ein und hat bald eine ansehnliche Gruppe Arbeitssuchender beschäftigt. 
Mit John als Chef beginnen alle gemeinsam ein neues Leben in einer großen Kommune ehemaliger Arbeitsloser. Doch auch die Farm von Onkel Anthony ist belastet und soll versteigert werden. Durch die vom County-Sheriff organisierte Versteigerung droht den Familien der totale Verlust ihres Landes. 
Als einige Spekulanten auf der Auktion die Farm ersteigern wollen, verhindern die Farmarbeiter dies mit einem Trick und können so für 1,85 $ selbst das Land ersteigern. Die Männer wollen John die Farm schenken, doch der ist nach dieser selbstlosen Geste mehr denn je motiviert, seine Vision von der kollektiven Arbeit Wirklichkeit werden zu lassen.
Der Weg dorthin ist aber noch mühsam. Erste finanzielle Erleichterung erfahren die Farmbewohner, als sie von der attraktiven Sally überraschend 500 $ erhalten. Das Geld hatte sie durch den Arbeiter Louie erhalten, der sich – als gesuchter Verbrecher – der Polizei stellen will, um der Kommune das Geld zu verschaffen. Um die Belohnung zu erhalten, gibt sich Sally als Mary Sims aus. Die hübsche Blondine ist jedoch nicht nur Heilsbringerin, sondern konkurriert auch mit Mary um Johns Gunst, was die Ehe von John und Mary belastet. Dazu wird das Überleben der Kommune erneut gefährdet, da eine Trockenheit die erste Ernte bedroht. Doch gemeinsam arbeiten alle daran, einen Kanal anzulegen, der Wasser zu den Feldern führt und können auf diese Weise die Ernte und das Überleben der Kommune retten.

## Hintergrund
King Vidor konnte für diesen Filmprojekt keine Produzenten in Hollywood finden und musste eigenes Geld in die Produktion investieren. Unterstützung erhielt er nur von Charlie Chaplin, der dafür sorgte, dass der Film über United Artists in den Verleih kam.
Vidor greift die beiden Hauptfiguren Mary und John Sims aus seinem Stummfilmklassiker Ein Mensch der Masse (The Crowd, 1928) wieder auf, wenngleich er andere Schauspieler besetzt hat.

## Auszeichnungen
Unser tägliches Brot wurde 2015 in das National Film Registry aufgenommen.

## Kritiken
„Ein hervorragend inszeniertes sozialkritisches Drama über Probleme aus der amerikanischen Arbeitswelt, das überzeugend die Ideen der New-Deal-Politik von Präsident Roosevelt umsetzt. Trotz des allzu naiven Optimismus eine bemerkenswertes Plädoyer für Selbstbestimmung und Solidarität.“

Die Utopie zur Überwindung der großen Depression durch das Führerprinzip lief 1936 wochenlang in Berlin und erhielt vom Propagandaministerium das Prädikat „künstlerisch wertvoll“. Die Lichtbild-Bühne schrieb über den zwischen Realismus und Pathos schwankenden Film: 

„Wir haben es hier ohne Zweifel mit einem der wirkungs- und eindrucksvollsten Filmwerke zu tun, (...) dessen Grundgedanke: 'Nur die Gemeinschaft führt zum Erfolg' ungemein zeitnahe ist.“